# Crelle (revista)
La Revista de Crelle, o simplemente Crelle, es el nombre común para una de las más importantes revistas (journal) sobre matemáticas en alemán, la Journal für die reine und angewandte Mathematik (Revista de matemáticas puras y aplicadas). Fue fundada por August Leopold Crelle en 1826 y publicada por él mismo en Berlín hasta su muerte en 1855. Fue la primera revista matemática importante que no provenía de una academia. Publicó muchos trabajos notables, incluidas obras de Abel y Eisenstein.

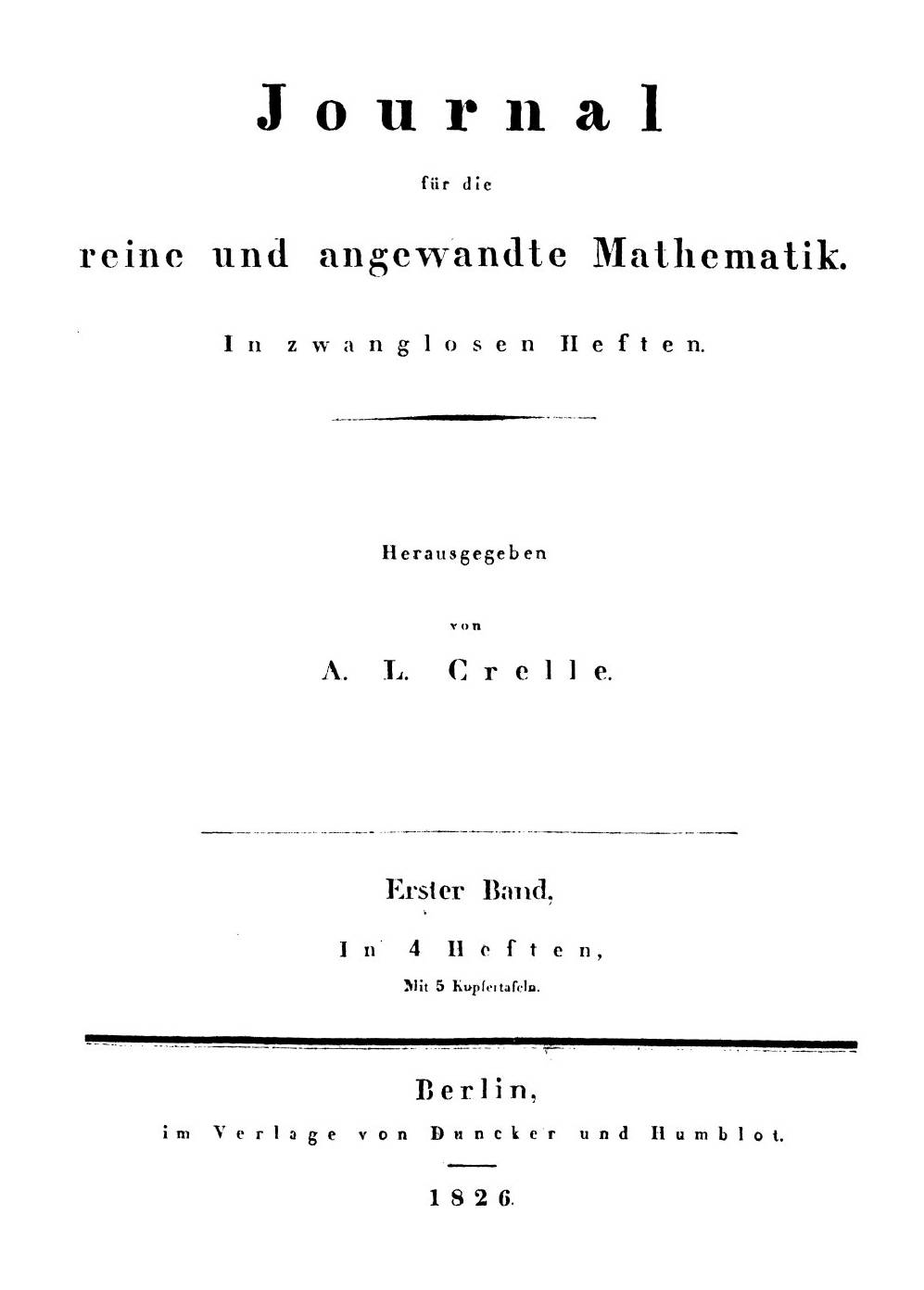
Portada del Journal (1826).

## Editores
- 1826–1855 • August Leopold Crelle
- 1856–1880 • Carl Wilhelm Borchardt
- 1881–1888 • Leopold Kronecker, Karl Weierstrass
- 1889–1892 • Leopold Kronecker
- 1892–1902 • Lazarus Fuchs
- 1903–1928 • Kurt Hensel
- 1929–1933 • Kurt Hensel, Helmut Hasse, Ludwig Schlesinger
- 1934–1936 • Kurt Hensel, Helmut Hasse
- 1937–1952 • Helmut Hasse
- 1952–1977 • Helmut Hasse, Hans Rohrbach
- 1977–1980 • Helmut Hasse